# Newton-féle gravitációs törvény
A Newton-féle gravitációs törvény szerint bármely két test kölcsönösen vonzza egymást. Két pontszerűnek tekinthető test között ez az erő egyenesen arányos a tömegek szorzatával, és fordítottan arányos a köztük lévő távolság négyzetével.
Newton a tapasztalati megfigyelésekből indukcióval levezetett összefüggést arányosság formájában fogalmazta meg és a Philosophiae Naturalis Principia Mathematica művében publikálta 1687. július 5-én. Amikor a Royal Society előtt bemutatta könyvét, Robert Hooke azt állította, hogy Newton tőle vette át az inverz négyzetes törvényt.
A klasszikus mechanikában ma használt összefüggés szerint a két pontszerű  test közötti erőhatás a két testet összekötő egyenes mentén hat és nagysága:
{\displaystyle F=G{\frac {m_{1}m_{2}}{r^{2}}}\ }
ahol:
- F a gravitációs erő,
- G a gravitációs állandó,
- m1 az egyik test tömege,
- m2 a másik test tömege
- r a tömegek középpontja közötti távolság
- F1 = F2

Newton-törvény

SI-mértékegységrendszer ben a mértékegységek:
- F – Newton (N)
- m1 és m2 – kilogramm (kg)
- r – méter
- G – ma elfogadott értéke:[2]{\displaystyle =\left(6,67384\pm 0,0008\right)\times 10^{-11}\ {\mbox{N}}\ {\mbox{m}}^{2}\ {\mbox{kg}}^{-2}\ ,}

Newton maga nem írta fel így ezt az összefüggést, nem vezette be és nem is mérte meg a G értékét. Henry Cavendish brit fizikus 1798-ban állított össze először egy olyan kísérleti elrendezést, ami alkalmas lehetett a gravitációs állandó értékének meghatározására
A Newton-féle gravitációs törvény formailag hasonlít a Coulomb-törvényhez, mely két töltött részecske közötti elektromos erőhatásról szól. Mindkettő inverz négyzetes törvény, ahol az erő fordítottan arányos a távolság négyzetével.
A gravitáció jelenségének - az extrém sűrű és nagy tömegek esetén is érvényes - általánosabb leírását Albert Einstein általános relativitáselmélete adja, de a gyenge kölcsönhatások és a kis sebességű mozgások esetén a Newton-féle leírás is jól használható. Az általános relativitáselmélet határesetként visszaadja a Newton-féle gravitációs törvényt.

## Térbeli kiterjedésű testek esete

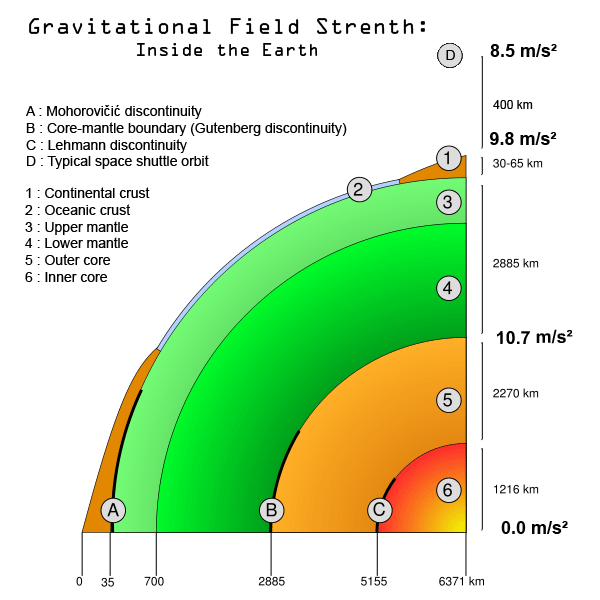
Gravitáció a Föld belsejében

Gravitáció egy szobában

Ha a gravitáció kiszámításánál nem tekinthetünk el attól, hogy a vizsgált testek térbeli kiterjedésűek, azaz nem tekinthetjük őket pontszerűnek, akkor a testek között ébredő gravitációs erőt vektori összegzéssel, a teljes testre kiterjesztett integrálással kell kiszámolni.
A Föld teljes gravitációs erőtere jó közelítéssel gömbszimmetrikus, de egy szobányi térrészben párhuzamos erővonalakkal leírható homogén erőtérnek is tekinthetjük

## Problémák a Newton-féle elmélettel
Newton leírása a gravitációról elegendően pontos a legtöbb gyakorlati esetben, és ezért széles körben használják.
Az eltérés kicsi, ha a dimenzió nélküli mennyiségek, φ/c2 és (v/c)2 jóval kisebbek mint 1, ahol a φ a gravitációs potenciál, a v, a tárgy sebessége, c, a fény sebessége.
Például, a Newton-féle gravitációs törvény elegendően pontos leírást ad a Föld/Nap rendszerről:
{\displaystyle {\frac {\Phi }{c^{2}}}={\frac {GM_{\mathrm {sun} }}{r_{\mathrm {orbit} }c^{2}}}\sim 10^{-8},\quad \left({\frac {v_{\mathrm {Earth} }}{c}}\right)^{2}=\left({\frac {2\pi r_{\mathrm {orbit} }}{(1\ \mathrm {yr} )c}}\right)^{2}\sim 10^{-8}}
ahol rorbit a Nap körül keringő Föld keringési sugara.
Azokban az esetekben, amikor a dimenzió nélküli paraméterek nagyok, az általános relativitáselmélet írja le jobban a rendszert. Kis gravitációs erők és sebességek esetében az általános relativitáselmélet a Newton-féle gravitációs törvényre egyszerűsödik le, ezért azt szokták mondani, hogy a Newton-féle törvény az általános relativitáselmélet kis gravitációkra érvényes határesete.

## Külső hivatkozások
- Work, Energy, and Universal Gravitation
- Fizikai állandók legújabb értékei
- The Michell-Cavendish Experiment

## Fordítás
- Ez a szócikk részben vagy egészben  a    Newton's law of universal gravitation című angol Wikipédia-szócikk fordításán alapul.  Az eredeti cikk szerkesztőit annak laptörténete sorolja fel. Ez a jelzés csupán a megfogalmazás eredetét és a szerzői jogokat jelzi, nem szolgál a cikkben szereplő információk forrásmegjelöléseként.